# Notriolus maculatus
Notriolus maculatus là một loài bọ cánh cứng trong họ Elmidae. Loài này được Carter miêu tả khoa học năm 1926.